# Lista chorążych reprezentacji Nepalu na igrzyskach olimpijskich
Lista chorążych reprezentacji Nepalu na igrzyskach olimpijskich – lista zawodników i zawodniczek reprezentacji Nepalu, którzy podczas ceremonii rozpoczęcia danych igrzysk olimpijskich nieśli flagę Nepalu.

## Lista
| Lp  | Rok i miejsce        | Chorąży                    | Dyscyplina             |
| --- | -------------------- | -------------------------- | ---------------------- |
| 1.  | 1964, Tokio          | b.d                        | b.d                    |
| 2.  | 1972, Monachium      | Jit Bahadur Khatri Chhetri | Lekkoatletyka          |
| 3.  | 1976, Montreal       | b.d                        | b.d                    |
| 4.  | 1980, Moskwa         | b.d                        | b.d                    |
| 5.  | 1984, Los Angeles    | Khadga Ranabhat            | Lekkoatletyka (trener) |
| 6.  | 1988, Seul           | Krishna Bahadur Basnet     | Lekkoatletyka          |
| 7.  | 1992, Barcelona      | b.d                        | b.d                    |
| 8.  | 1996, Atlanta        | Tika Bogati                | Lekkoatletyka          |
| 9.  | 2000, Sydney         | Chitra Bahadur Gurung      | Pływanie               |
| 10. | 2002, Salt Lake City | Jay Khadka                 | Biegi narciarskie      |
| 11. | 2004, Ateny          | Rajendra Bahadur Bhandari  | Lekkoatletyka          |
| 12. | 2006, Turyn          | Daćhiri Śerpa              | Biegi narciarskie      |
| 13. | 2008, Pekin          | Deepak Bista               | Taekwondo              |
| 14. | 2010, Vancouver      | Daćhiri Śerpa              | Biegi narciarskie      |
| 15. | 2012, Londyn         | Prasiddha Jung Shah        | Pływanie               |
| 16. | 2014, Soczi          | Daćhiri Śerpa              | Biegi narciarskie      |
| 17. | 2016, Rio            | Phupu Lhamu Khatri         | Judo                   |
| 18. | 2020, Tokio          | Gaurika Singh              | Pływanie               |
| 18. | 2020, Tokio          | Alexander Shah             | Pływanie               |